# Dorothea Biehl
Charlotte Dorothea Biehl född 2 juni 1731 i Köpenhamn, död 17 maj 1788, var en dansk författare och översättare.
Biehl började år 1761 att översätta pjäser för teatern Skueplads. 1764 hade hennes första egna komedi Den kierlige mand premiär. Därefter skrev och översatte hon ett antal pjäser, bland annat har hennes översättning av Don Quijote blivit klassisk. Som första danska författare lät hon även barn uppträda och inneha repliker.
Till sin vän Johan von Bülow skrev hon om det intima livet vid hovet i Köpenhamn och gjorde även för dennes räkning en framställning av regeringsförändringen 1784.
Hennes intressanta memoarer utgavs av Louis Bobé i Interiører fra Kong Frederik den femtes Hof (1909) och Interiører fra Kong Christian den syvendes Hof (1919).